# Grand-duché de Mecklembourg-Strelitz
Pour les articles homonymes, voir Mecklembourg-Strelitz.
1815–1918
Entités précédentes :
- Duché de Mecklembourg-Strelitz

Entités suivantes :
- État libre de Mecklembourg-Strelitz

Le grand-duché de Mecklembourg-Strelitz (en allemand : Großherzogtum Mecklenburg-Strelitz) fut 1815 à 1918 un grand-duché situé dans le nord-est de l'Allemagne (aujourd'hui dans le Land de Mecklembourg-Poméranie-Occidentale). Sa capitale fut Neustrelitz.

## Histoire
Le 6 octobre 1695, le duc de Mecklembourg-Güstrow, Gustave-Adolphe, meurt sans héritier mâle.
Le duché de Strelitz était alors l'une des régions les plus reculées du Saint Empire ; néanmoins, ses maîtres s'étaient taillé une position respectable grâce à des mariages prestigieux : la princesse Charlotte de Mecklembourg-Strelitz, sœur du duc Adolphe-Frédéric IV, avait épousé George III en 1761, devenant ainsi reine consort de Grande-Bretagne. Sa nièce, Louise de Mecklembourg-Strelitz, fille du duc Charles II, épousa Frédéric-Guillaume III en 1793 et devint reine consort de Prusse en 1797. Une autre de ses nièces, Frédérique de Mecklembourg-Strelitz, épousa en 1815 le prince Ernest-Auguste, roi de Hanovre en 1837.
Le Mecklembourg-Strelitz avait adopté la constitution du duché de Mecklembourg-Schwerin en septembre 1755, sans que les souverains des deux duchés parviennent à réunifier les deux couronnes. En 1806, le Mecklembourg-Strelitz évita les affres de l'occupation française par l'intercession du  roi de Bavière avant de rejoindre, en 1808, la Confédération du Rhin ; mais le duc Charles s'en retira aux premiers revers de 1813, et le Congrès de Vienne éleva les principautés de Mecklembourg-Strelitz et de Mecklembourg-Schwerin en grand duchés, membres de la Confédération germanique.
En 1866, le grand-duché fit preuve de neutralité en condamnant l’annexion du Hanovre par la Prusse.
En 1867, les deux duchés mecklembourgeois devinrent des États confédérés au sein de la confédération de l'Allemagne du Nord.
En 1870, la mobilisation de l'armée mecklembourgeoise fut retardée par le grand-duc de Mecklembourg-Strelitz ; ce dernier ne prêta aucune attention à la proclamation à Versailles de son cousin Guillaume Ier le 18 janvier 1871. Cependant, le Mecklembourg-Strelitz devint un État fédéré au sein de l'Empire allemand.
Après la chute de la monarchie en 1918, la république est proclamée dans le Mecklembourg-Strelitz, qui est intégré sous le nom d’État libre de Mecklembourg-Strelitz (Freistaat Mecklenburg-Strelitz) au sein de la république de Weimar.

## Territoire

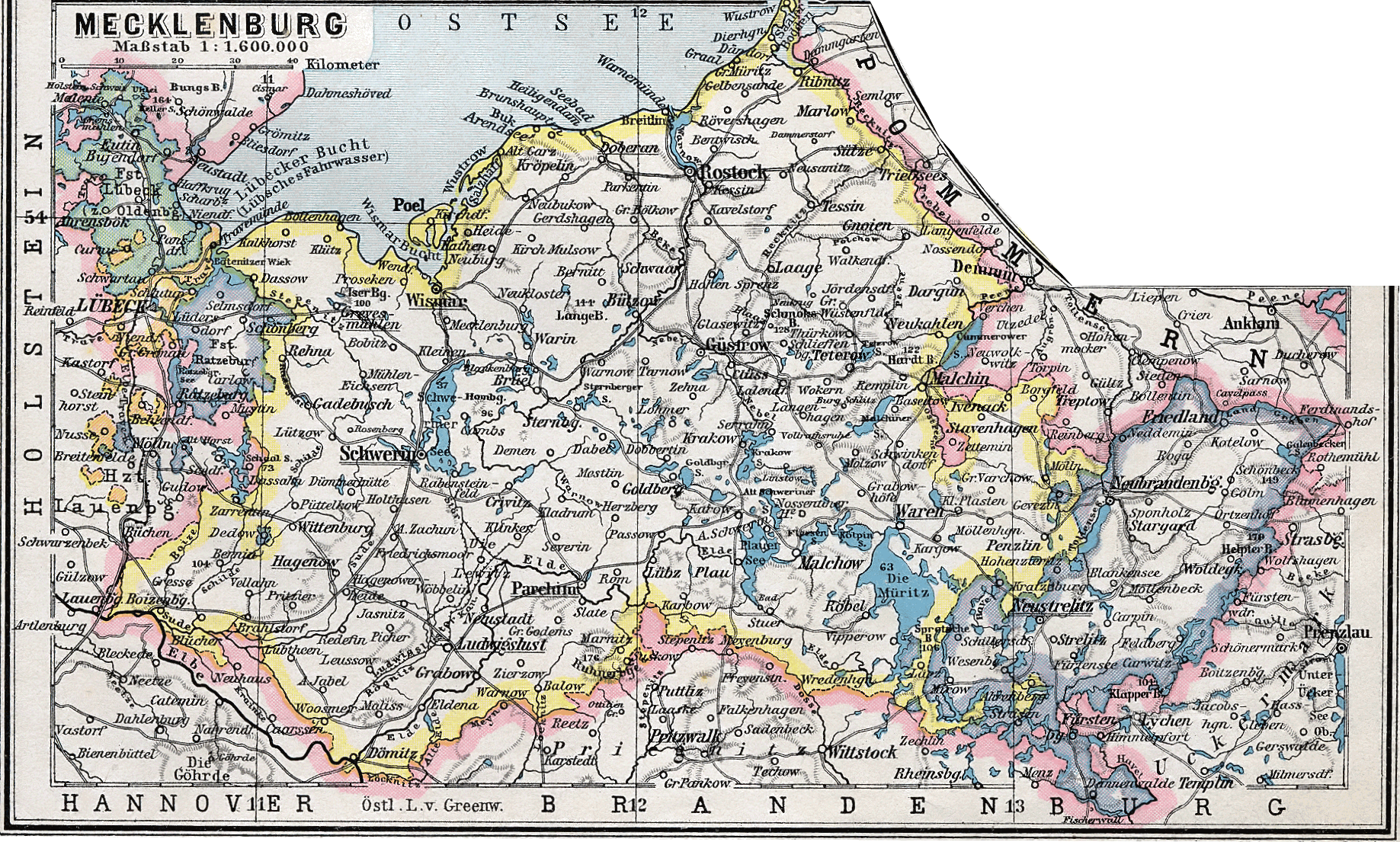
Carte du grand-duché de Mecklembourg-Strelitz en 1905.

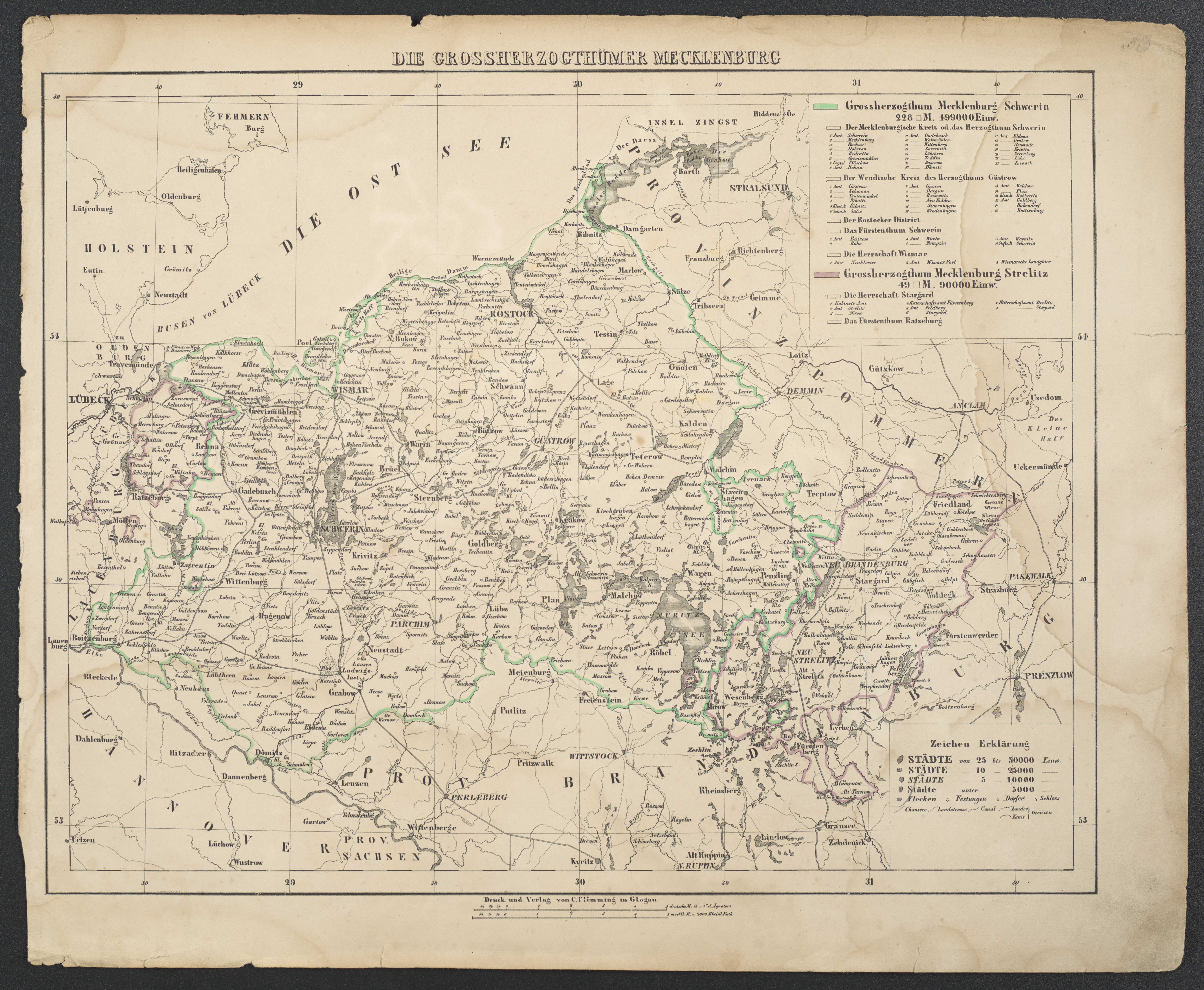
Carte du grand-duché de Mecklembourg-Strelitz en 1845.

Le grand-duché comprenait deux parties séparées, l'une de l'autre, par le grand-duché de Mecklembourg-Schwerin. La partie occidentale correspondait à la principauté de Ratzebourg (Fürstentum Ratzeburg). La partie orientale, dite duché de Strelitz, comprenait la seigneurie de Stargard (Herrschaft Stargard) et deux commanderies de Mirow (Komturei Mirow) et Nemerow (Komturei Nemerow).

## Subdivisions
Le grand-duché comprenait :
- huit villes : Friedland, Fürstenberg, Neubrandenburg, Neustrelitz, Stargard, Strelitz, Wesenberg et Woldegk ;
- quatre bailliages domaniaux : Feldberg, Mirow, Stargard et Strelitz ;
- trois bailliages équestres : Fürstenberg, Stargard et Strelitz.

## Grands-ducs

### Liste des grands-ducs
- 1815–6 novembre 1816 : Charles II, auparavant duc
- 6 novembre 1816–6 septembre 1860 : Georges, son fils
- 6 septembre 1860–30 mai 1904 : Frédéric-Guillaume, son fils
- 30 mai 1904–11 juin 1914 : Adolphe-Frédéric V, son fils
- 11 juin 1914–23 février 1918 : Adolphe-Frédéric VI, son fils

Le suicide d'Adolphe-Frédéric VI entraine une crise de succession pour le grand-duché, car l'héritier du trône, Charles-Michel de Mecklembourg-Strelitz, a renoncé au trône pour être naturalisé russe. En attendant la résolution de la crise, le grand-duc Frédéric-François IV de Mecklembourg-Schwerin assure la régence. La révolution allemande de 1918 pousse Frédéric-François à abdiquer et à renoncer à la régence, sans résoudre la question de la dévolution de la couronne.

### Liste des prétendants au trône de Mecklembourg-Strelitz
À la suite de la révolution allemande de 1918, la succession de la lignée de Mecklembourg-Strelitz est toujours débattue, jusqu'à l'adoption de Georges de Mecklembourg (de la lignée morganatique des von Carlow) par son oncle Charles-Michel de Mecklembourg-Strelitz, en 1928.
- 1928–6 juillet 1963 : Georges de Mecklembourg
- 6 juillet 1963–26 janvier 1996 : Georges-Alexandre de Mecklembourg
- Depuis le 26 janvier 1996 : Georges-Borwin de Mecklembourg

Georges-Borwin de Mecklembourg est issu de la lignée von Carlow, considérée comme non-dynaste car issue d'un mariage morganatique. Cette lignée est cependant la dernière représentante de la maison de Mecklembourg qui, à moins qu'elle soit reconnue dynaste, est désormais éteinte, et les titres de la maison de Mecklembourg passeraient alors à la maison de Hohenzollern en vertu du traité de Wittstock (1442), qui stipule que la succession de la maison de Mecklembourg passe aux Hohenzollern en cas d'extinction de la lignée. La reconnaissance de la légitimité ou non des von Carlow est donc sujet à débat entre les partisans de Georges-Borwin de Mecklembourg (pour les von Carlow) et ceux de Georges-Frédéric de Prusse (pour les Hohenzollern).

### Titulature
| Großherzog von Mecklenburg, Fürst zu Wenden, Schwerin und Ratzeburg, auch Graf zu Schwerin, der Lande Rostock und Stargard Herr | Grand-duc de Mecklembourg, prince de Wenden, Schwerin et Ratzebourg, comte de Schwerin, seigneur des pays de Rostock et de Stargard |

## Blason
Les grandes armes du grand-duché peuvent être blasonnées comme suit :
Parti d'un, coupé de deux :
1. de Mecklembourg : d'or, au rencontre de taureau de sable, languée de gueules, dentée, accornée et allumée d'argent et couronnée du champ ;
2. de Rostock : d'azur, au griffon d'or ;
3. de la principauté de Schwerin : coupé : 1, d'azur, au griffon passant d'or ; 2, de sinople, à la bordure d'argent ;
4. de la principauté de Ratzebourg : de gueules, à la croix pattée haute d'argent, couronnée d'or ;
5. de Stargard : de gueules, au bras dextre d'argent, naissant d'une nuée du même, muni d'un brassard d'azur, et tenant une pierre précieuse du même, sertie sur un anneau d'or ;
6. de la principauté de Werle : d'or, à la rencontre de taureau de sable, sans l'encolure, languée de gueules, dentée, accornée et allumée d'argent, couronnée du champ ;

sur le tout du comté de Schwerin : coupé de gueules et d'or.